# کارگردان فنی
یک مدیر فنی (TD) یا کارگردان فنی یک فرد ارشد فنی در شرکت نرم‌افزاری، شرکت مهندسی، استودیوی فیلم، یک شرکت تئاتر یا استودیوی تلویزیونی فعالیت دارد. این فرد معمولاً بالاترین سطح مهارت را در یک رشته فنی خاص دارا می‌باشد.

## نرم‌افزار
در توسعه نرم‌افزار، یک مدیر فنی با مدیریت خطرات فنی، مسئولیت ایجاد و عرضه موفق محصول شرکت به بازار را بر عهده دارد. تصمیم‌گیری‌های کلیدی در زمینه طراحی و اجرای نرم‌افزار با تیم‌های توسعه، برنامه‌ریزی کارهایی از جمله ردیابی وابستگی، مدیریت درخواست تغییر، و تضمین کیفیت تحویل و آموزش تیم به بهترین روش‌های فنی بر عهده کارگردان فنی است.
مسئولیت‌های معمولی:
- تعریف استراتژی تکنولوژیکی همراه با تیم توسعه هر پروژه: خط سیر، ابزار مورد نیاز و روش‌های کلیدی توسعه پروژه را بررسی می‌کند
- ریسک و کاهش هزینه‌های فنی را ارزیابی می‌کند
- استانداردها و روش‌هایی برای ردیابی و اندازه‌گیری پیشرفت پروژه را تعیین می‌کند
- ارزیابی تیم‌های توسعه دهنده، شناسایی نقاط قوت و ضعف پروژه، مسائل و طرح‌های توسعه برای بهبود عملکرد به بهترین حالت ممکن
- مصاحبه و ارزیابی کاندیداها در سمت فنی
- پیشروی در فراهم آوردن فن آوری و ابزارهای جدید به عنوان فرصتی برای نوآوری و توسعه تعالی تیم
- نظارت و زمانبندی ثبت طرح‌ها
- نظرات مربوط به سایر رشته‌ها را در مورد عملی بودن اهداف طراحی اولیه ارائه می‌کند و تأثیر آنها رت بر خط زمانی کلی پروژه مورد بررسی قرار می‌دهد
- ارزیابی پیاده‌سازی نرم‌افزار در طراحی و انجام وظیفه افراد در تکمیل پروژه
- کمک به شناسایی قسمت‌های پرخطر و پر هزینه برای مدیر پروژه
- شناسایی سیستم‌های نرم‌افزاری ضعیف که نیاز به بهبود کد و اکانت جدید و پلاگین‌های مورد نیاز دارند و در صورت نیاز اقدام اصلاحی را برنامه‌ریزی و آنها را برای تیم تهیه می‌کند
- ایجاد فرایند تست خودکار را برای ویژگی‌های سیستم و در صورت امکان به سیستم ساخت کمک می‌کند
- در تمام مراحل پس از تولید از جمله نهایی شدن، کمک می‌کند

## فیلم و بازی
در جلوه‌های بصری (VFX) (Industrial Light and Magic، Sony Pictures Imageworks)، انیمیشن ویژگی‌ها (Pixar، Dreamworks Animation) و توسعه بازی (Naughty Dog)، مسئولیت‌های یک کارگردان فنی از استودیو به استودیو دیگر متفاوت است و به همین دلیل این واژه به خوبی تعریف نشده‌است.
به‌طور معمول، TD ترکیبی از یک هنرمند و یک برنامه‌نویس است، که وظیفه جنبه‌های فنی تر تولید فیلم مانند سایه بان‌های برنامه‌نویسی، توسعه دکل‌های شخصیت و مجموعه‌های پویانمایی، انجام کارهای شبیه‌سازی پیچیده و تنظیم خط سیر (نحوه داده‌ها) را دارد. از مرحله ساخت فیلم به مرحله بعدی گذشت. بر خلاف یک برنامه‌نویس، یک TD معمولاً روی پروژه‌های بزرگ برنامه‌نویسی کار نمی‌کند، بلکه بیشتر از زبان‌های اسکریپت مانند Python , MEL، MAXScript یا scripting می‌خواهد استفاده کند. یکی دیگر از مسئولیت‌های TD این است که به دنبال هر گونه مشکل فنی که معمولاً هنرمندان با آن روبرو هستند اقدام به تهیه ابزارهای سفارشی برای بهبود گردش کار هنرمندان می‌کند و این گونه مشکلات را حل می‌کند
در این صنایع، «هنرمند فنی»، «انیماتور فنی» و «TD ژنراتور» گاهی به عنوان مترادف مورد استفاده قرار می‌گیرند.

### دسته‌بندی مدیران فنی در فیلم و بازی
در اغلب موارد نقش یک TD دقیق تر تعریف می‌شود.
حوزه‌های مختلف گرافیک رایانه‌ای نیازمند دانش فنی/علمی بالا است
و بنابراین شایسته طبقه‌بندی دقیق تر است.
به عنوان مثال، یک شخصیت ماهر TD درک قوی از آناتومی انسان/حیوان، حرکت و مکانیک دارد،
در حالی که یک TD با مهارت بالا می‌تواند درک دقیقی از خواص فیزیکی نور و سطوح هم داشته باشد.
این دسته‌ها عبارتند از:
- Effects TD جلوه‌های بصری
- Lighting TD نورپردازی
- Modeling TD مدل‌سازی
- Pipeline TD خط لوله
- Layout TD چیدمان
- Creature TD or Character TD شخصیت سازی
- Hair TD حالت مو
- Cloth TD لباس
- Match move TD تطبیق حرکت

### تحصیلات
مدیران فنی معمولاً سابقه ای در علوم رایانه دارند، اگرچه چنین آموزشی اغلب فاقد مهارت در تولید فیلم‌های عملی و رسانه ای است.
بادن وورتمبرگ Filmakademie Baden-Württemberg، یکی از دانشگاه های فیلمسازی، دورهٔ ۳۰ ماهه ای را برای کارگردانی فنی ارائه می‌کند.
این دوره برای متقاضیان در سراسر جهان که مهارت‌های زبان انگلیسی دارند، برگزار می‌کند.
علاوه بر کار بر روی فیلم، انیمیشن، vfx و پروژه‌های بازی، دانشجویان نیز مشغول تحقیق نیز هستند.

## تئاتر
کار یک کارگردان فنی تئاتر این است که اطمینان حاصل کند که تجهیزات فنی تئاتر کارکردی درست و حفظ و ایمنی در کار را دارا می‌باشند.
مدیر فنی به همراه مدیر تولید، مسئول سازماندهی کلی فرایند تولید فنی است.
وظایف شامل:
ایجاد نقاشی و طراحی‌های لازم کاری برای پروژه.
تخمین بودجه و نگهداری حساب‌ها.
تحقیق و خرید مواد.
برنامه‌ریزی و نظارت بر ساخت دکور و المان‌های مورد نیاز کارگردان.
هماهنگ سازی و رسیدگی به مناقشات ایجاد شده میان دپارتمان‌های مختلف و سازماندهی اعتصاب و نظافت برای تولید.
اغلب اوقات مدیر فنی می‌تواند به عنوان رئیس بخش عمل کند،
«مدیر فنی» همچنین می‌تواند برای یک شرکت تئاتر کوچکتر به طراح داخلی یا استاد مراجعه کند.
TD مسئول پیشبرد حمل و نقل، استخدام خدمه، اجاره تجهیزات و برقراری ارتباط بین مدیر و خدمه باشد.

## تلویزیون
این مدیر فنی در یک اتاق کنترل تولید یک استودیوی تلویزیونی کار می‌کند و سوئیچ فیلمبرداری و دستگاه‌های مرتبط با آن را در اختیار دارد و همچنین به عنوان رئیس خدمه تلویزیون فعالیت می‌کند.
برای پخش از راه دور در خارج از استودیو، TD همان وظایف را در یک کامیون تولید انجام می‌دهد. این وظیفه TD است که اطمینان حاصل کند که کلیه تجهیزات و امکانات قبل از شروع ضبط یا پخش مستقیم بررسی و آماده ضبط و بدون نقص هستند.
آنها به‌طور معمول منابع ویدیویی را تغییر می‌دهند، جلوه‌های دیجیتالی زنده و انتقال تصویر را اجرا می‌کنند، و مواد، گرافیک‌ها و عناوین از پیش ضبط شده را طبق دستور کارگردان وارد می‌کنند.
در تولیدات بزرگتر، کارگردان تجهیزات تولیدی را فراهم نمی‌کند، به TD این امکان را می‌دهد تا تولید را هماهنگ و نگرانی در مورد چگونگی اجرای مکانیکی اثر یا حرکت دوربین و غیره را رفع کند.
مدیر فنی ممکن است در صورت لزوم آموزش لازم را به اعضای بی تجربه تیم خدمه ارائه دهد. با مشورت با کارگردان، بسته به شرایط، TD ممکن است کم و بیش وارد قسمت خلاق تولید شود. او ممکن است راهنمایی‌هایی را درمورد تکالیف خدمه، عکس‌های دوربین و کارآمدترین روش برای انجام هرگونه اثر خاص در اختیار مدیر قرار دهد.
TD معمولاً مسئول کیفیت فنی سیگنال ضبط شده یا پخش می‌شود و برای اطمینان از کنترل کیفیت از دستگاه‌ها و نمایشگرهای مختلفی استفاده می‌کند.
مدیران فنی معمولاً روی محصولاتی کار می‌کنند که یا به‌صورت زنده پخش می‌شوند یا روی نوارهای ویدئویی یا سرورهای ویدیویی ضبط می‌شوند.
در تولیدات تلویزیونی TD از فیلم در ضبط، استفاده نمی‌کنند زیرا بعد از اتمام فیلمبرداری به کاهش جلوه‌های ضبط در تولید منجر و افت کیفیت حاصل را نمی‌پذیرد.
اصطلاحات موجود در انگلستان از بعضی جهات با توضیحات فوق متفاوت است: اتاق کنترل یا اتاق فرمان تولید "گالری" نامیده می‌شود، کامیون تولیدی " ون OB " یا "اسکنر" نامیده می‌شود (اصطلاح BBC). در تمرین تلویزیون انگلیس، مدیر فنی فرد ارشد فنی در اتاق فرمان است و تیم فنی را نظارت می‌کند، اما " میکسر بینایی " کار نمی‌کند.
TD وظیفه اطمینان از مناسب بودن اتاق کنترل برای اهداف، مسیریابی منابع داخلی و خارجی و همچنین ارتباط با سایر زمینه‌های فنی مانند اتاق کنترل مستر و سوئیت‌های انتقال را بر عهده دارد. آنها علاوه بر این ممکن است وظایف کنترل دید را مطابق با قرار گرفتن در معرض و تراز رنگی دوربین‌ها ("رکاب زدن") انجام دهند.